# Simorcus hakos
Simorcus hakos Van Niekerk & Dippenaar-Schoeman, 2010 è un ragno appartenente alla famiglia Thomisidae.

## Etimologia
Il nome proprio deriva dalla catena montuosa namibiana delle Hakos Mountains

## Caratteristiche
L'olotipo femminile rinvenuto ha lunghezza totale è di 6,9 mm; la lunghezza del cefalotorace è di 2,4mm e la sua larghezza è di 1,9 mm

## Distribuzione
La specie è stata reperita in Namibia, nella località di Portsmut farm, a ridosso delle Hakos Mountains

## Tassonomia
Al 2015 non sono note sottospecie e dal 2014 non sono stati esaminati nuovi esemplari.